# 나카노 슈토
나카노 슈토(일본어: 中野 就斗, 2000년 6월 27일~)는 일본의 축구 선수이다.

## 구단 경력
그는 2022년 J1리그의 산프레체 히로시마에 입단했다. 2024년 J1리그 2위.